# Зимски дворац
Зимски дворац (рус. Зимний дворец) у Санкт Петербургу је био службена резиденција руских императора од 1732. до 1917. године. Он је један од најзначајнијих споменика руске барокне архитектуре, тачније рококоа. Након Фебруарске револуције, дворац је постао седиште Привремене владе. Године 1922. дворац је припојен државном музеју Ермитаж. Дворац је саграђен у периоду 1754—1762. по пројекту италијанског архитекте Бартоломеа Растрелија.
Зимски дворац је лоциран између Дворског насипа и Дворског трга, уз место где се налазила оригинална Зимска палата Петра Великог, садашња и четврта Зимска палата изграђена је и мењана скоро непрекидно између касних 1730-их и 1837, када је тешко оштећена у пожару и одмах обновљена. Јуриш на палату 1917. године, како је приказано у совјетској пропагандној уметности и у филму Сергеја Ајзенштајна из октобра 1927. године, постао је иконски симбол Руске револуције.
Цареви су изградили своју палату на монументалном опсегу који је имао за циљ да одрази силу и моћ Царске Русије. Из ове палате, цареви су владали над преко 22.800.000 km2 (8.800.000 sq mi) (скоро 1/6 копнене масе Земље) и 125 милиона поданика до краја 19. века. Неколико архитеката је учествовало у пројектовању Зимске палате - пре свега Италијан Бартоломео Растрели (1700-1771) - у ономе што је постало познато као елизабетански барокни стил. Зелено-бела палата има свеукупни облик издуженог правоугаоника, а главна фасада је дуга 215 m (705 ft) и висока 30 m (98 ft). Сматра се да Зимска палата садржи 1.886 врата, 1.945 прозора, 1.500 соба и 117 степеништа. Након озбиљног пожара, обнова палате 1837, оставила је спољашњост непромењеном, али су велики делови унутрашњости редизајнирани у различитим укусима и стиловима, што је довело до тога да се палата описује као „палата из 19. века инспирисана моделом у стилу рококоа“.

## Зимска плата Петра Великог (1711–1753)
По повратку из своје велике дипломатске мисије 1698. године, Петар I од Русије је покренуо политику позападњачења и ширења која је требало да трансформише Руско царство у Руску империју и велику европску силу. Ова политика се манифестовала у виду цигли и малтера стварањем новог града, Санкт Петербурга, 1703. године. Култура и дизајн новог града замишљени су као свесно одбацивање традиционалне руске архитектуре под византијским утицајем, попут тада модерног Наришкиновог барока, у корист класично надахнуте архитектуре која превладава у великим градовима Европе. Цар је намеравао да његов нови град буде дизајниран у фламанском ренесансном стилу, касније познатом као петрињски барок, и то је стил који је одабрао за своју нову палату у граду. Прва краљевска резиденција на том месту била је скромна брвнара тада позната као Домик Петра I, изграђена 1704. године, која је гледала према реци Неви. Године 1711. транспортована је у Петровску Набережну, где и данас стоји. Са рашчишћавањем локације, цар је затим кренуо у изградњу веће куће између 1711. и 1712. Ову кућу, која се данас назива првом зимском палатом, пројектовао је Доменико Трезини.
Прва Зимска палата била је скромна зграда на два главна спрата под кровом од шкриљевца. Сматра се да је Петру ускоро досадила прва палата, јер је 1721. саграђена друга верзија Зимске палате под руководством архитекте Георга Матарновија. Матарновијева палата, иако још увек веома скромна у поређењу са краљевским палатама у другим европским престоницама, налазила се на два спрата изнад рустификованог приземља, са централним избочењем испод постоља подупртог ступовима. Ту је Петар Велики умро 1725.
Зимска палата није била једина палата у недовршеном граду, те чак ни најлепша, јер је Петар наредио својим великашима да изграде камене резиденције и да тамо проводе пола године. Ово је била непопуларна команда; Санкт Петербург је основан на мочвари, са мало сунчеве светлости, и говорило се да ту могу да расту само купус и репа. Било је забрањено обарати дрвеће за гориво, те је топла вода била дозвољена само једном недељно. Једино се друга Петрова супруга, царица Катарина, претварала се да ужива у животу у новом граду.
Као резултат принудног робовског рада из целог царства, рад на граду је брзо напредовао. Процењује се да је 200.000 људи умрло за двадесет година током изградње града. Тадашњи дипломата, који је описао град као „гомилу села повезаних заједно, попут неке плантаже у Западној Индији”, само неколико година касније назвао га је „светским чудом, имајући у виду његове величанствене палате”. Неке од ових нових палата у Петровом омиљеном фламанском барокном стилу, попут Кикинове дворане и Меншикове палате, још увек стоје.

## Палата, 1725–1855
Након смрти Петра Великог 1725. године, град Санкт Петербург још увек није био центар западне културе и цивилизације, како је он то замислио. Многи аристократи које је цар приморао да се настане у Санкт Петербургу су отишли. Вукови су ноћу тумарали трговима, док су се групе незадовољних кметова, увезених за изградњу новог царског града и Балтичке флоте, често буниле.
Петра I је наследила његова удовица, Катарина I, која је владала до њене смрти 1727. Њу је затим наследио унук Петра I, Петар , који је 1727. увелико увећао Матарновијеву палату радом архитекте Доменика Трезинија. Трезини, који је дизајнирао Летњу палату 1711. године, био је један од највећих представника петрињског барокног стила, и сада је потпуно редизајнирао и проширио постојећу Матарновијеву Зимску палату, до те мере да је цела Матарновијева палата постала само један од два завршна павиљона нове, и трећа, Зимске палате. Трећа палата, као и друга, била је у петрињско-барокном стилу.

## Архитектура
Савремено здање има облик квадрата са унутрашњим двориштем и фасадама окренутим ка ријеци Неви, Адмиралитету и Дворском тргу. Главна фасада, окренута према Дворском тргу, прорезана је луком односно парадним пролазом према унутрашњем дворишту.
На југоисточном дијелу другог спрата налази се један од споменика рококоа, наслеђе четвртог зимског дворца — Велика црква Зимског дворца.
Зимски дворац има 1.057 соба, 1.786 врата и 1.945 прозора.
Главна фасада је 150 метара дуга и 30 метара висока. У приземљу се углавном налазе чиновничке просторије, просторије за особље, галерије и сале. На првом спрату се налазе главне просторије и апартмани царске породице. На другом спрату се налазе собе и апартмани за високе дворјане и функционере. Велике сале које је користио двор су биле уздуж ходника који је почињао од Јорданског степеништа.